# سیاست پساحقیقت
سیاست پساحقیقت فرهنگی سیاسی است که چارچوب بحث در آن تا حد زیادی با توسل به احساس جدا از جزئیات سیاست‌گذاری عمومی، با تکرار بیان نقطه‌نظرهایی مشخص می‌شود که ردیه‌های مستند به واقعیت بر آن‌ها مورد بی‌اعتنایی قرار می‌گیرد. تفاوت پساحقیقت با به چالش گرفتن و تحریف حقیقت آن طور که تابه‌حال رخ می‌داده در این است که به آن اهمیت «ثانویه» داده می‌شود. با این که این مشکلی معاصر خوانده شده، ممکن است که مدت زمان زیادی بخشی از حیات سیاسی بوده باشد، ولی پیش از ظهور اینترنت چنین سرشناس نبوده‌است. در زمان ۱۹۸۴, جرج اورول جهانی را به تصویر می‌کشد که در آن دولت هر روزه اسناد تاریخی را تغییر می‌دهد تا آن را با اهداف پروپاگاندای روز خود منطبق کند. ارول بسیاری از انتقادهای خود را مبتنی بر اعمال شوروی کرده بود.